# 加夫里利亞克
48°43′32″N 25°12′45″E / 48.72556°N 25.21250°E
加夫里利亞克（烏克蘭語：Гавриляк），是烏克蘭西部的村莊，隸屬伊萬諾-弗蘭科夫斯克州的伊萬諾-弗蘭科夫斯克區。該村始建於1789年，面積10.2平方公里，海拔高度250米，2001年人口594，人口密度每平方公里58.3人。